# Meragisa montana
Meragisa montana är en fjärilsart som beskrevs av William Schaus 1911. Meragisa montana ingår i släktet Meragisa och familjen tandspinnare. Inga underarter finns listade i Catalogue of Life.